# Rapsweißling

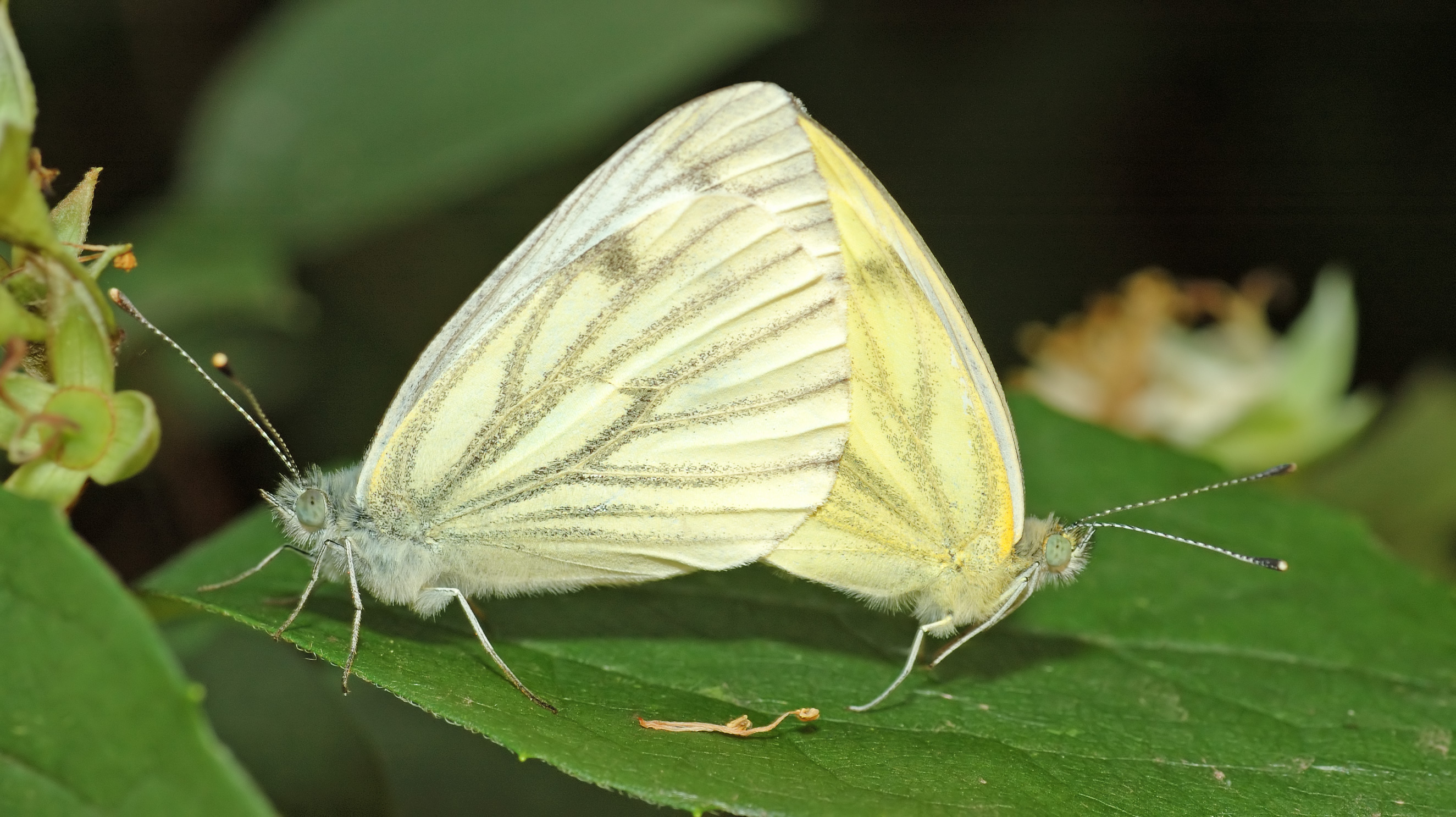
Rapsweißlinge bei der Paarung

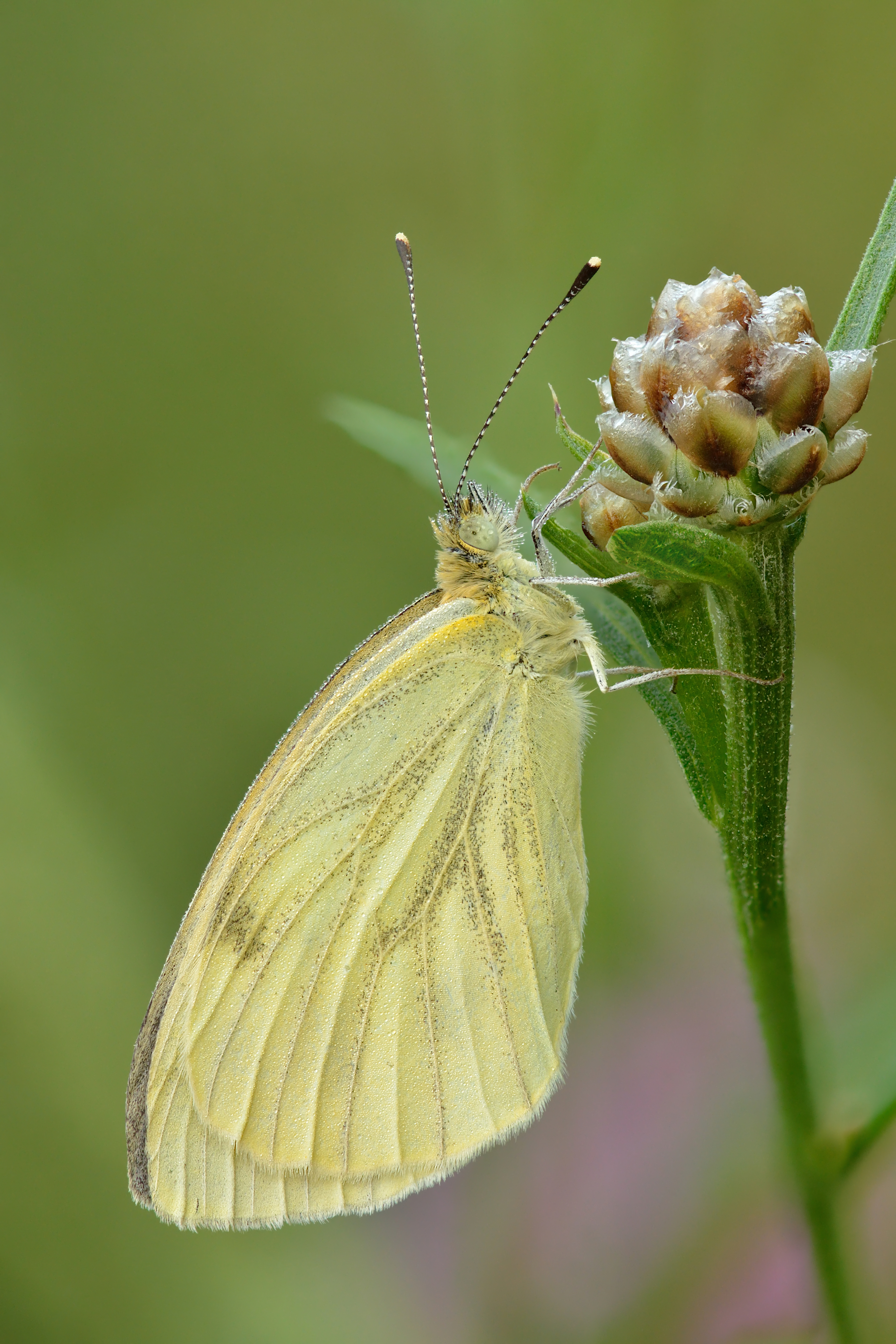
Rapsweißling

Der Rapsweißling (Pieris napi) ist ein Schmetterling (Tagfalter) aus der Familie der Weißlinge (Pieridae). Er wird oft auch als Grünader-Weißling oder Hecken-Weißling bezeichnet.

## Merkmale
Der Rapsweißling ist ein mittelgroßer Falter mit einer Flügelspannweite von ca. 50 Millimetern, der zu den häufigsten Tagfalterarten zählt. Das Haupterkennungsmerkmal sind die grünlich beschuppten Adern auf den gelben Hinterflügelunterseiten. Die Unterseite des Vorderflügels ist weiß und verfärbt sich zur Spitze hin gelblich. Ebenso ist die Oberseite weiß und weist eine leichte graugrüne Äderung auf. Beim Männchen befindet sich hier ein ebenso gefärbter Fleck, beim Weibchen sind es derer zwei. Zu den Flügelspitzen färben sich die Vorderflügel hier dunkelgrau.

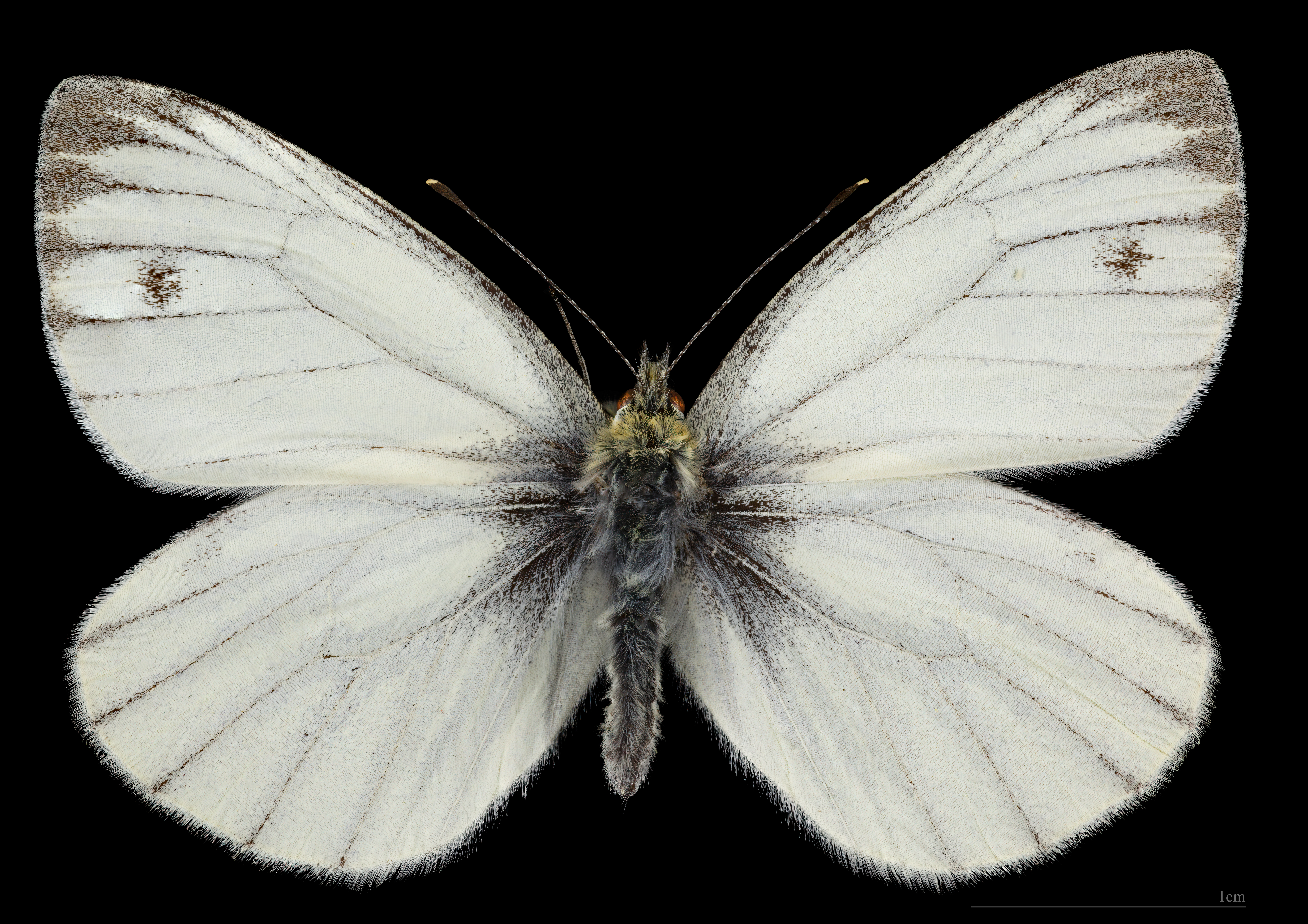
Pieris napi ♂
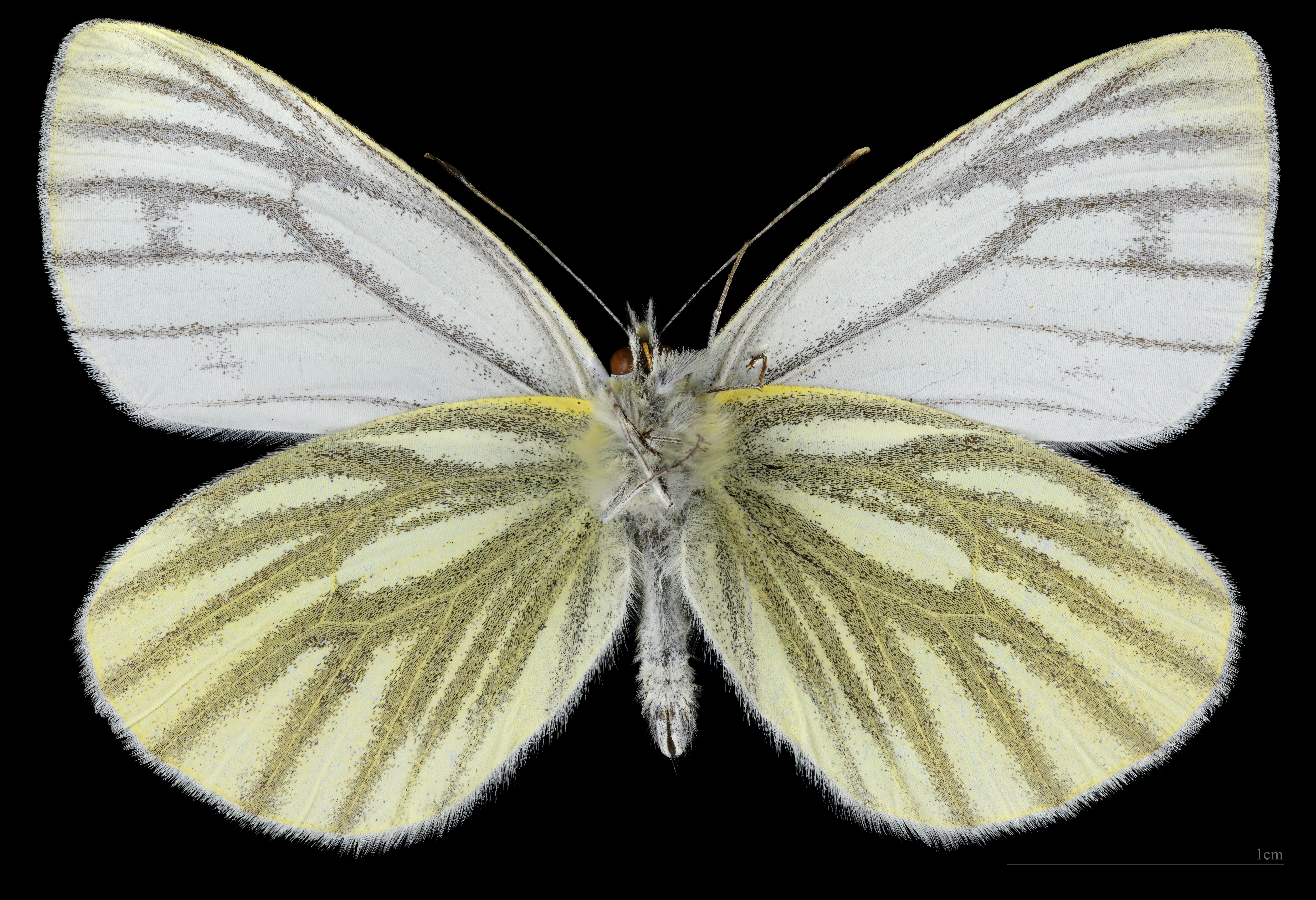
Pieris napi  ♂  △
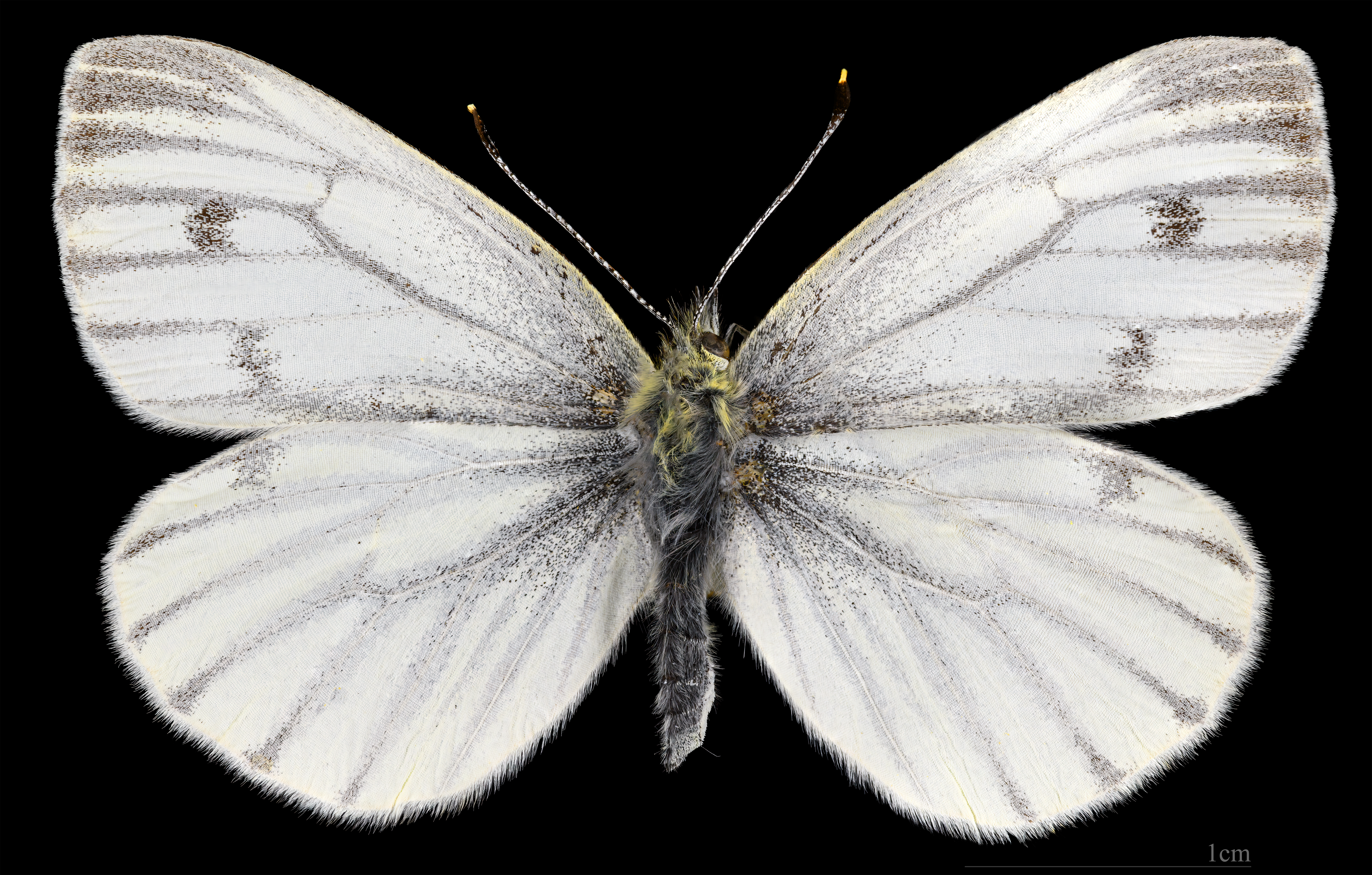
Pieris napi  ♀
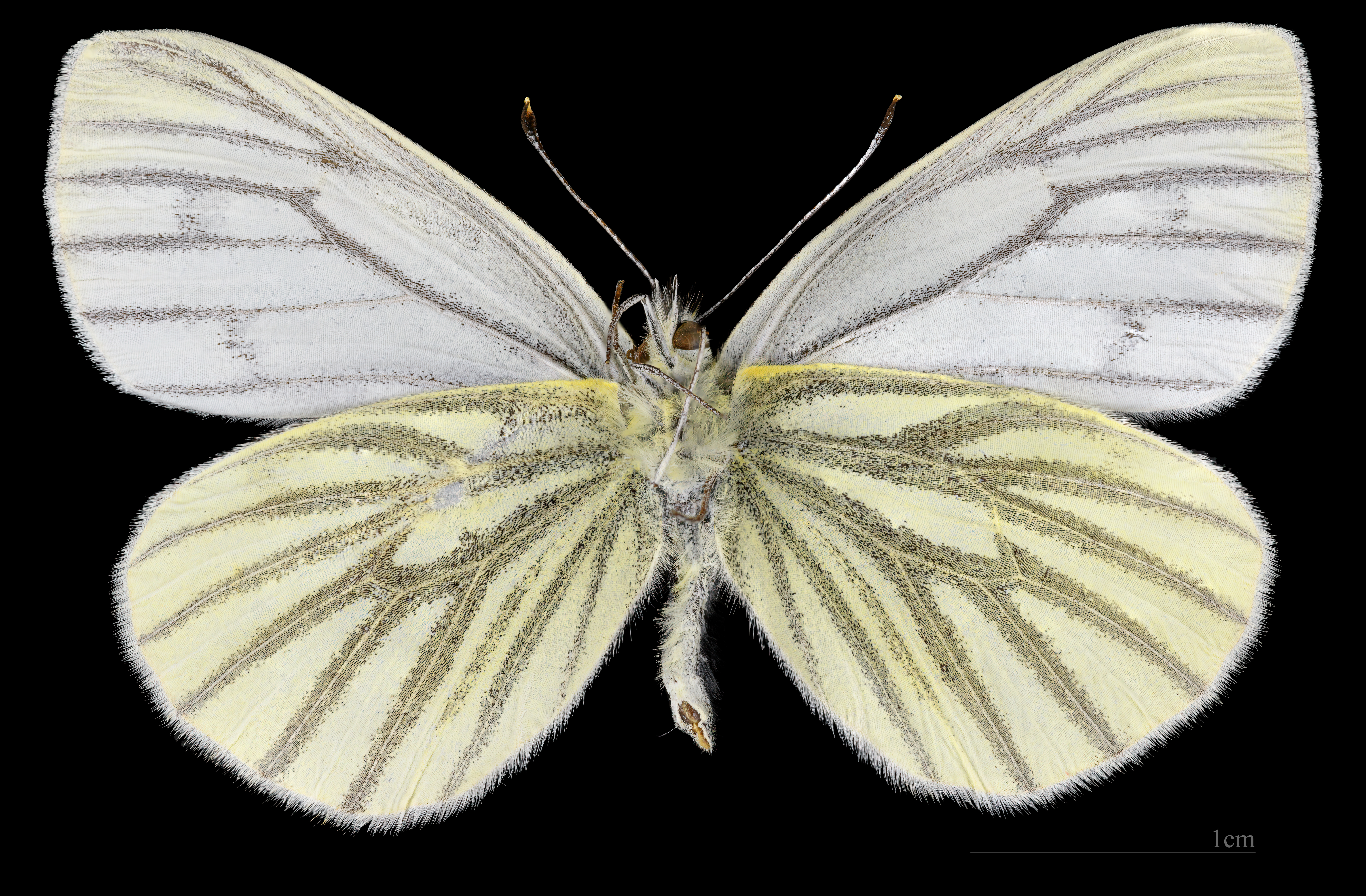
Pieris napi  ♀ △

Die Raupe ähnelt der des Kleinen Kohlweißlings, besitzt aber keine ausgeprägte gelbe Rückenlinie, sondern ist eher hellgrün mit feinen gelben seitlichen Punkten.

## Ähnliche Arten
- Großer Kohlweißling, Pieris brassicae (Linnaeus, 1758)
- Kleiner Kohlweißling, Pieris rapae (Linnaeus, 1758)
- Karstweißling, Pieris mannii (Mayer, 1851)
- Bergweißling, Pieris bryoniae (Hübner, 1805)[2]
- Pieris ergane (Geyer, [1828])
- Krüpers Weißling, Pieris krueperi Staudinger, 1860

### Unterarten
- Pieris napi adalwinda (Fruhstorfer, 1909) Orsa Finnmark, Schweden
- Pieris napi meridionalis
- Pieris napi segonzaci (le Cerf, 1923) Hoher Atlas
- Pieris napi maura (Verity, 1911) Glacières de Blida, Algerien
- Pieris napi atlantis (Oberthür, 1923) Azrou, Mittlerer Atlas, Marokko
- Pieris napi flavescens (Wagner, 1903) Mödling, Österreich

### Synonyme

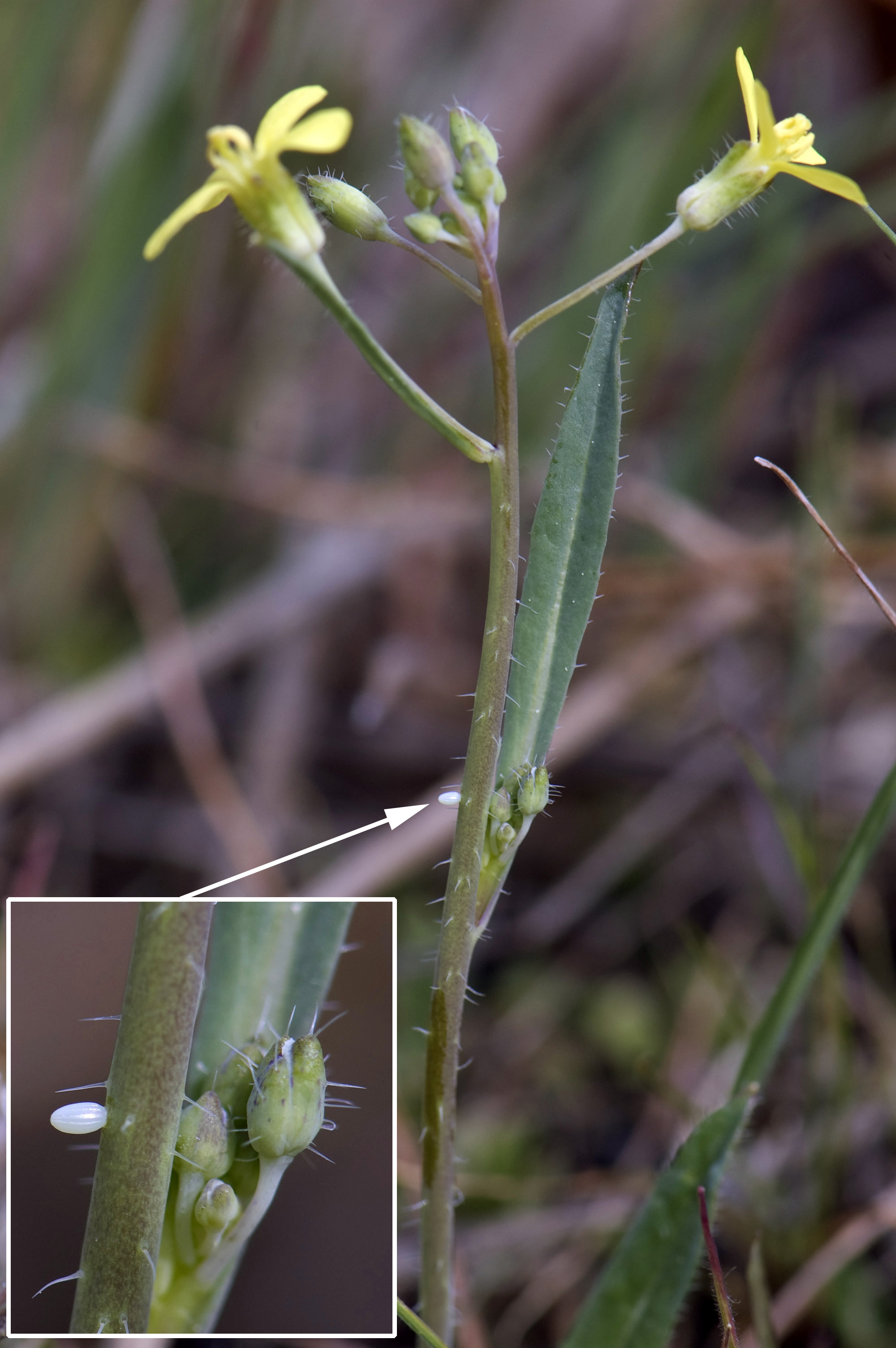
Eier abgelegt an Senf

- Pieris adalwinda Fruhstorfer, 1909[3]
- Pieris arctica Verity, 1911[3]
- Pieris canidiaformis Drenowsky, 1910[3]
- Pieris dubiosa Röber, 1907[3]
- Pieris flavescens Wagner, 1903[3]
- Pieris meridionalis Heyne, 1895[3]

## Vorkommen
Der Falter ist nahezu im gesamten Europa, von Skandinavien bis zum Mittelmeer, verbreitet. Er fehlt auf den atlantischen Inseln, den Shetlandinseln und Sardinien.
Zum Lebensraum des Rapsweißlings gehören feuchte, grasige Orte mit etwas Schatten, Waldränder, Baumhecken, Fettwiesen und bewaldete Flusstäler. Die späteren Generationen erweitern ihren Einzugsbereich bei der Suche nach alternativen Futterpflanzen in trockenere, aber blütenreiche Lagen. Im Mittelmeergebiet sind Gebüsche an Bergbächen oder -quellen bzw. Überschwemmungsgebiete mit Brunnenkresse (Nasturtium officinale) typisch.

## Lebensweise
Zu den Futterpflanzen der Raupe gehören Schaumkrautarten (Cardamine), aber auch verschiedene Arten von Kressen wie Echte Brunnenkresse (Nasturtium officinale), Senfe (Sinapis) und Knoblauch (Allium sativum). Es ist fraglich, ob der namensgebende Raps (Brassica napus) als Futterpflanze eine wesentliche Rolle spielt.

### Flug- und Raupenzeiten
Der Generationsverlauf variiert mit Lokalität, Höhe und Saison. In Nordeuropa werden zwei bis drei Generationen von April bis Anfang September beobachtet. In wärmeren Gebieten und günstigen Jahren entsteht teilweise eine vierte Generation. In Südeuropa treten drei oder mehrere teilweise überlappende Generationen von März bis Oktober auf.